# Smith & Wesson Triple Lock
Triple lock, офіційна назва Smith & Wesson .44 Hand Ejector 1-ша Модель 'New Century', револьвер подвійної дії. Багато хто, в тому числі і експерт з ручної зброї Елмер Кейт, вважали, що револьвер був найкращим з будь-яких зроблених.
Його народна назва походить від додаткового (третього) замка на барабана. Потреба в цьому додатковому механізмі захисту з'явилась через зростання потужності набою .44 Special (подовжений .44 Russian, схожий на набій .44 Magnum), який вперше використали у револьвері Triple Lock.

## Історія
Позначення .44 є частиною назви моделі, що відповідає калібру револьверу, а ручний ежектор повинен був відрізняти нову конструкція Smith & Wesson від револьверів з переламною рамкою. Така конструкція 19-го століття мала автоматичний ежектор, який викидав гільзи при відкриванні рамки. В нових моделях Hand Ejector користувач повинен був натиснути на поршень для викидання гільз. Позначення New Century стало позначення першої конструкції яку створили Smith & Wesson у 20-му столітті.
Його випускали лише в період з 1908 по 1915. Всього було випущено 15 376 револьверів, запаси яких було продано до 1917. Його замінив револьвер .44 Hand Ejector 2-га Модель, найбільш помітною відмінністю якого була відсутність кожуха ежектора та виступ третього замка.
Smith & Wesson змінили конструкцію з кількох причин. Британські та канадські військові вимагали прибрати виступ третього замка та кожух ежектора через занепокоєння, механізм може забруднюватися та працювати зі збоями. Крім того, спрощення виробництва, дозволило Smith & Wesson зменшити вартість на 2 дол., з $21 за 1-у Модель до $19 за 2-у Модель. Кожух ежектора знову з'явився в 1926, у револьвері Hand Ejector 3-я Модель, але функція Triple Lock більше ніколи не використовувалася.

## На службі під час Першої світової війни
Щоб задовольнити нестачу револьверів Webley Mk VI, на початку війни міністр боєприпасів підписав контракти з компаніями Colt та Smith & Wesson для виробництва револьверів під набій .455 Webley. Smith & Wesson отримали контракт на виробництво 5000 револьверів з потрійним замком, які стали відомими як Пістолет Smith & Wesson .455 зі стволом 61⁄2 дюйми Mark I. Револьвер було представлено на британській службі в якості «заміни стандарту» 5 липня 1915 разом з револьвером Colt New Service. Наступні замовлення, без виступу третього замка та кожуха ежектора, в загальній кількості 69 755 штук отримали назву Mark II.